# Günther Eger
Günther Eger (ur. 7 września 1964 w Tegernsee) – niemiecki bobsleista. Brązowy medalista olimpijski z Albertville.
Zawody w 1992 były jego jedynymi igrzyskami olimpijskimi. Po medal sięgnął w rywalizacji dwójek, bob pilotował Christoph Langen.